# 紐約州交通部
紐約州交通部（英語：New York State Department of Transportation，NYSDOT，中文又译：纽约州交通厅、纽约州交通局）是紐約州政府負責美國紐約州公路、鐵路、公共交通系統、港口、水路和航空設施的開發和運營的部門，2016年時的年度預算為101億美元。

## 所管理之交通基礎設施
紐約州交通部所管理之交通網絡包括：
- 紐約州和地方高速公路系統，包括超過110,000英里（177,000公里）的高速公路和17,000座橋樑。

- 長達5,000英里（8,000公里）的鐵路網，每年運載超過3,800萬公噸的設備、原物料、工業製成品和農產品。

- 超過130家大眾運輸運營商，每天為超過520萬名乘客提供服務。

- 12個主要公共和私人港口，每年處理超過1億公噸的貨物。

- 456個公共和私人航空設施，每年有超過3100萬人次通過這些設施出行。紐約州擁有兩個機場：紐堡市附近的斯圖爾特國際機場和長島的共和機場。斯圖爾特國際機場目前租給紐約與新澤西港務局。